# هیتک (نیک‌شهر)
هیتک روستایی در دهستان مهبان بخش مرکزی شهرستان نیک‌شهر استان سیستان و بلوچستان ایران است. 

## جمعیت
بر پایه سرشماری عمومی نفوس و مسکن در سال ۱۳۹۵ جمعیت این روستا ۷۰۱ نفر (۱۷۴خانوار) بوده‌است.
این روستا یکی از روستاهای دیدنی در سیستان و بلوچستان است